# San Antonio Chiquinivaltic
San Antonio Chiquinivaltic är en ort i Mexiko.   Den ligger i kommunen La Independencia och delstaten Chiapas, i den sydöstra delen av landet, 800 km öster om huvudstaden Mexico City. San Antonio Chiquinivaltic ligger 1 501 meter över havet och antalet invånare är 550.
Terrängen runt San Antonio Chiquinivaltic är huvudsakligen platt, men österut är den kuperad. Runt San Antonio Chiquinivaltic är det ganska glesbefolkat, med 43 invånare per kvadratkilometer. Närmaste större samhälle är Las Margaritas, 10,1 km nordväst om San Antonio Chiquinivaltic. I omgivningarna runt San Antonio Chiquinivaltic växer huvudsakligen savannskog.